# Vlag van Kortemark
De vlag van Kortemark werd door de gemeenteraad op 25 januari 1980 officieel vastgesteld als de gemeentelijke vlag van de West-Vlaamse gemeente Kortemark. Op 25 april 1980 werd hij door het koninklijk besluit bevestigd en uiteindelijk gepubliceerd op 20 juni 1980 in het officiële Belgisch Staatsblad.
Officieel wordt de vlag beschreven als:
Twee even lange banen 1. geel met een zwarte leeuw geklauwd en getongd van rood 2. gegeerd van acht stukken van geel en van blauw, met een rood hartschild
Het linkerdeel van de vlag herinnert aan het schildhoofd van het gemeentewapen, waarbij het luipaard van het wapen een leeuw op de vlag is, terwijl het rechterdeel van de vlag herinnert aan het wapenveld. Zowel de vlag als het wapen combineren het wapen van Vlaanderen en het wapen dat bekend staat als het oude Graafschap Vlaanderen.
De vlag van Kortemark is een soort gespiegelde versie van het wapen van West-Vlaanderen.

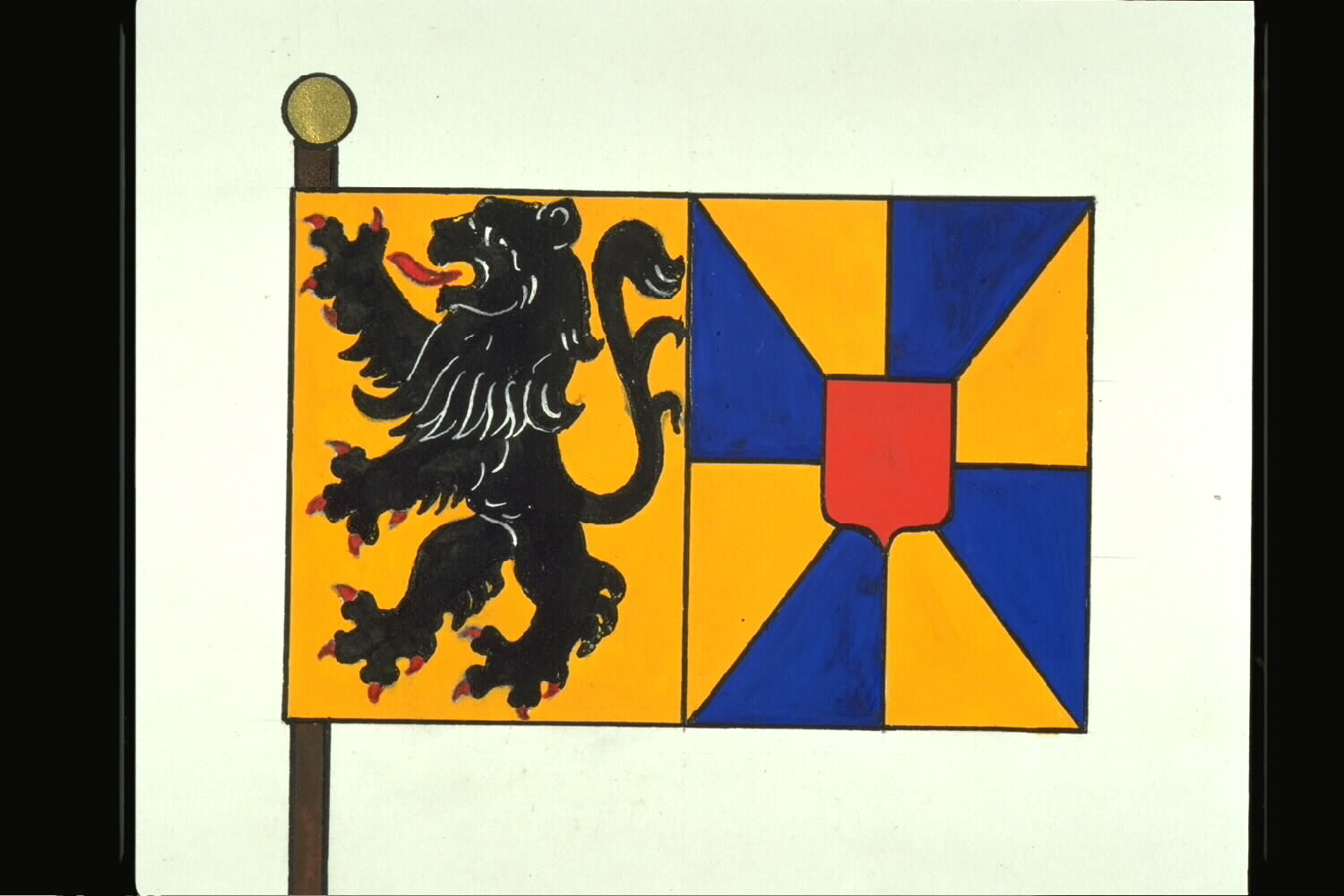
Officiële tekening van de vlag
Wapen van Vlaanderen
Wapen van West-Vlaanderen